# Ehrensvärdmuseet
Ehrensvärdmuseet är ett museum som ligger på Sveaborg i Helsingfors. Museet är tillägnat Sveaborgs grundare Augustin Ehrensvärd (1710-1772). Det belyser det gustavianska tidevarvets kultur, samt Sveaborgs och skärgårdsflottans historia.
Museet är beläget vid den ursprungliga borggården i Kommendanthuset på Vargön, där Ehrensvärd bodde. Museet beskriver samtidigt hur en officerares kvarter såg ut på 1700-talet, med porträtt, möbler och fartygsmodeller. 
Kommendanthuset fungerade som både bostad och ämbetsrum för fästningens kommendant, och är ett representativt exempel på hur försvarsbyggnaderna utnyttjades på Sveaborg. Halva kommendanthuset förstördes i bombardemang under Krimkriget år 1855.
Museet drivs av Samfundet Ehrensvärd, som bildades 1921 med uppgift att befrämja omvårdnaden av Sveaborg och att öka kännedomen om dess historia.
År 1927 tog samfundet initiativ till att grunda ett museum i de rum som hade utgjort Ehrensvärds bostad. Museet öppnade år 1930.